# Опуво
Опуво (раніше Охопохо) — столиця північного регіону Намібії Кунене, є головним містом однойменного виборчого округу з населенням 7900 осіб. Один з міст Каоколенду.
Назва «Опуво» перекладається з мови очіхімба як «кінець». Можливо, походження імені пов'язано з більш низьким рівнем життя в містах, що перебувають північніше, де жити було значно складніше.
Опуво є центром столітньої культури хімба, сьогодні стикається з серйозними проблемами нинішнього часу: поширені алкоголізм, злочинність. Належною мірою не забезпечується нагляд.

## Історія
В період владарювання ПАР на території Намібії Опуво був зроблений адміністративним центром регіону проживання хімба. Поселення також використовувалося південноафриканськими військами як охоронний пункт. Під час виконання операції з отримання Намібією незалежності південноафриканська військова частина в Опуво була скасована.

## Сьогодення
На даний момент в Опуво є лікарня, готель Opuwo Country Hotel. Більшість населення проживає в хатах, побудованих за традиційним методом. Поселення розташовується недалеко від водоспаду Епупа, що залучає велику кількість туристів.

## Уродженці
- Муна Катупосе (* 1988) — намібійський футболіст.